# Beaupuy (Lot i Garonna)
Beaupuy – miejscowość i gmina we Francji, w regionie Nowa Akwitania, w departamencie Lot i Garonna.
Według danych na rok 1990 gminę zamieszkiwało 1050 osób, a gęstość zaludnienia wynosiła 129 osób/km² (wśród 2290 gmin Akwitanii Beaupuy plasuje się na 407. miejscu pod względem liczby ludności, natomiast pod względem powierzchni na miejscu 1195.).